# Mexipedieae
De Mexipedieae vormen een tribus (geslachtengroep) van de Cypripedioideae, een onderfamilie van de orchideeënfamilie (Orchidaceae)
De tribus is monotypisch; ze bevat één subtribus met één geslacht en slechts één soort, Mexipedium xerophyticum.
Zoals de naam al doet vermoeden, komt deze orchidee enkel in Mexico voor.
Voor een beschrijving van deze tribus, zie de soortbeschrijving.

## Taxonomie
- Subtribus: Mexipediinae
  - Geslacht: Mexipedium
    - soort: Mexipedium xerophyticum (Arenas, Salazar & Hágsater) V.A.Albert & M.W.Chase